# Sovětský svaz na Letních olympijských hrách 1960
Sovětský svaz na Letních olympijských hrách 1960 v italském Římě reprezentovala výprava 283 sportovců, z toho 233 mužů a 50 žen v 17 sportech.

## Medailisté
| Medaile | Jméno | Sport                | Disciplína                                                |
| ------- | --- | -------------------- | --------------------------------------------------------- |
| Zlato   | Larisa Latyninová | Sportovní gymnastika | Ženy prostná                                              |
| Zlato   | Boris Šachlin | Sportovní gymnastika | Muži víceboj – jednotlivci                                |
| Zlato   | Larisa Latyninová | Sportovní gymnastika | Ženy víceboj – jednotlivci                                |
| Zlato   | Boris Šachlin | Sportovní gymnastika | Muži bradla                                               |
| Zlato   | Boris Šachlin | Sportovní gymnastika | Muži kůň našíř                                            |
| Zlato   | Albert Azarjan | Sportovní gymnastika | Muži kruhy                                                |
| Zlato   | Sofja Muratovová Larisa Latyninová Polina Astachovová Tamara Lyukhina-Zamotailova Lidija Kalininová-Ivanovová Margarita Nikolajevová                                                            | Sportovní gymnastika | Družstvo žen                                              |
| Zlato   | Polina Astachovová | Sportovní gymnastika | Ženy bradla                                               |
| Zlato   | Boris Šachlin | Sportovní gymnastika | Muži přeskok                                              |
| Zlato   | Margarita Nikolajevová | Sportovní gymnastika | Ženy přeskok                                              |
| Zlato   | Pjotr Bolotnikov | Atletika             | Muži běh na 10 000 m                                      |
| Zlato   | Vladimir Golubničij | Atletika             | Muži chůze 20 km                                          |
| Zlato   | Ljudmila Ševcová | Atletika             | Ženy běh na 800 m                                         |
| Zlato   | Irina Pressová | Atletika             | Ženy 80 m překážek                                        |
| Zlato   | Nina Ponomarjovová | Atletika             | Ženy hod diskem                                           |
| Zlato   | Vasilij Ruděnkov | Atletika             | Muži hod kladivem                                         |
| Zlato   | Robert Šavlakadze | Atletika             | Muži skok vysoký                                          |
| Zlato   | Viktor Cybulenko | Atletika             | Muži hod oštěpem                                          |
| Zlato   | Elvīra Ozoliņa | Atletika             | Ženy hod oštěpem                                          |
| Zlato   | Věra Krepkinová | Atletika             | Ženy skok daleký                                          |
| Zlato   | Tamara Pressová | Atletika             | Ženy vrh koulí                                            |
| Zlato   | Oleg Grigorjev | Box                  | Muži váha bantamová do 54 kg                              |
| Zlato   | Leonid Gejštor Sergej Makarenko | Kanoistika           | Muži C-2 1000 m                                           |
| Zlato   | Antonina Seredinová | Kanoistika           | Ženy K-1 500 m                                            |
| Zlato   | Marija Šubinová Antonina Seredinová | Kanoistika           | Ženy K-2 500 m                                            |
| Zlato   | Viktor Kapitonov | Cyklistika           | Muži silniční závod jednotlivců                           |
| Zlato   | Sergej Filatov | Jezdectví            | Drezura - jednotlivci                                     |
| Zlato   | Viktor Ždanovič | Šerm                 | Muži fleret                                               |
| Zlato   | Viktor Ždanovič Mark Midler Jurij Rudov Jurij Sisikin German Svěšnikov | Šerm                 | Družstvo mužů fleret                                      |
| Zlato   | Valentina Prudskovová Alexandra Zabelinová Ljudmila Šišovová Taťjana Petrenková Galina Gorochovová Valentina Rastvorovová                                                                       | Šerm                 | Družstvo žen fleret                                       |
| Zlato   | Valentin Borejko Oleg Golovanov | Veslování            | Muži dvojka bez kormidelníka                              |
| Zlato   | Vjačeslav Ivanov | Veslování            | Muži skif                                                 |
| Zlato   | Timir Pinegin Fjodor Šutkov | Jachting             | Třída Star                                                |
| Zlato   | Alexej Guščin | Sportovní střelba    | Muži 50 metrů libovolná pistole                           |
| Zlato   | Viktor Šamburkin | Sportovní střelba    | Muži 50 metrů libovolná malorážka 3×40 ran polohový závod |
| Zlato   | Jurij Vlasov | Vzpírání             | Muži těžká váha nad 90 kg                                 |
| Zlato   | Jevgenij Minajev | Vzpírání             | Muži pérová váha do 60 kg                                 |
| Zlato   | Viktor Bušujev | Vzpírání             | Muži lehká váha do 67,5 kg                                |
| Zlato   | Alexandr Kurynov | Vzpírání             | Muži střední váha do 75 kg                                |
| Zlato   | Arkadij Vorobjov | Vzpírání             | Muži polotěžká váha do 90 kg                              |
| Zlato   | Ivan Bogdan | Zápas                | muži, řecko-římský nad 87 kg                              |
| Zlato   | Oleg Karavajev | Zápas                | muži, řecko-římský do 57 kg                               |
| Zlato   | Avtandil Koridze | Zápas                | muži, řecko-římský do 67 kg                               |
| Stříbro | Larisa Latyninová | Sportovní gymnastika | Ženy kladina                                              |
| Stříbro | Jurij Titov | Sportovní gymnastika | Muži prostná                                              |
| Stříbro | Polina Astachovová | Sportovní gymnastika | Ženy prostná                                              |
| Stříbro | Sofja Muratovová | Sportovní gymnastika | Ženy víceboj – jednotlivci                                |
| Stříbro | Boris Šachlin | Sportovní gymnastika | Muži kruhy                                                |
| Stříbro | Boris Šachlin Jurij Titov Albert Azarjan Vladimir Portnoj Valeri Kerdemilidi Nikolai Miligulo                                                                                                   | Sportovní gymnastika | Družstvo mužů                                             |
| Stříbro | Larisa Latyninová | Sportovní gymnastika | Ženy bradla                                               |
| Stříbro | Sofja Muratovová | Sportovní gymnastika | Ženy přeskok                                              |
| Stříbro | Nikolaj Sokolov | Atletika             | Muži běh na 3000 m steeplechase                           |
| Stříbro | Gusman Kosanov Leonid Bartenev Jurij Konovalov Edvin Ozolin | Atletika             | Muži štafeta 4 × 100 m                                    |
| Stříbro | Tamara Pressová | Atletika             | Ženy hod diskem                                           |
| Stříbro | Valerij Brumel | Atletika             | Muži skok do výšky                                        |
| Stříbro | Vladimir Gorjajev | Atletika             | Muži trojskok                                             |
| Stříbro | Jurij Kornějev Jānis Krūmiņš Guram Minašvili Valdis Muizhniek Tsezar Ozer Alexandr Petrov Michail Semjonov Vladimir Ugrechelidze Maigonis Valdmanis Albert Valtin Gennadij Volnov Viktor Zubkov | Basketbal            | Turnaj mužů                                               |
| Stříbro | Sergej Sivko | Box                  | Muži váha muší do 51 kg                                   |
| Stříbro | Jurij Radoňak | Box                  | Muži váha lehká střední do 67 kg                          |
| Stříbro | Alexandr Silajev | Kanoistika           | Muži C-1 1000 m                                           |
| Stříbro | Jurij Sisikin | Šerm                 | Muži fleret                                               |
| Stříbro | Valentina Rastvorovová | Šerm                 | Ženy fleret                                               |
| Stříbro | Nikolaj Tatarinov Hanno Selg Igor Novikov | Moderní pětiboj      | Družstvo mužů                                             |
| Stříbro | Alexandr Berkutov Jurij Ťukalov | Veslování            | Muži dvojskif                                             |
| Stříbro | Antanas Bagdonavičius Zigmas Jukna Igor Rudakov | Veslování            | Muži dvojka s kormidelníkem                               |
| Stříbro | Aleksander Tšutšelov | Jachting             | Muži Finn Class                                           |
| Stříbro | Machmud Umarov | Sportovní střelba    | Muži 50 metrů libovolná pistole                           |
| Stříbro | Marat Nijazov | Sportovní střelba    | Muži 50 metrů libovolná malorážka 3×40 ran polohový závod |
| Stříbro | Vladimir Semjonov Anatolij Kartašov Vladimir Novikov Petre Mshvenieradze Yuri Grigorovsky Viktor Ageev Givi Chikvanaya Leri Gogoladze Vyacheslav Kurennoi Boris Goikhmann Yevgeni Saltsyn       | Vodní pólo           | Turnaj mužů                                               |
| Stříbro | Trofim Lomakin | Vzpírání             | Muži polotěžká váha do 90 kg                              |
| Stříbro | Volodimir Sinjavskij | Zápas                | muži, volný styl do 67 kg                                 |
| Stříbro | Giorgi Schirtladze | Zápas                | muži, volný styl do 79 kg                                 |
| Bronz   | Sofja Muratovová | Sportovní gymnastika | Ženy kladina                                              |
| Bronz   | Tamara Lyukhina-Zamotailova | Sportovní gymnastika | Ženy prostná                                              |
| Bronz   | Boris Šachlin | Sportovní gymnastika | Muži hrazda                                               |
| Bronz   | Jurij Titov | Sportovní gymnastika | Muži víceboj – jednotlivci                                |
| Bronz   | Polina Astachovová | Sportovní gymnastika | Ženy víceboj – jednotlivci                                |
| Bronz   | Tamara Lyukhina-Zamotailova | Sportovní gymnastika | Ženy bradla                                               |
| Bronz   | Vladimir Portnoj | Sportovní gymnastika | Muži přeskok                                              |
| Bronz   | Larisa Latyninová | Sportovní gymnastika | Ženy přeskok                                              |
| Bronz   | Semjon Ržiščin | Atletika             | Muži běh na 3000 m steeplechase                           |
| Bronz   | Vasilij Kuzněcov | Atletika             | Muži desetiboj                                            |
| Bronz   | Birutė Kalėdienė | Atletika             | Ženy hod oštěpem                                          |
| Bronz   | Igor Ter-Ovanesjan | Atletika             | Muži skok daleký                                          |
| Bronz   | Vitold Krejer | Atletika             | Muži trojskok                                             |
| Bronz   | Boris Lagutin | Box                  | Muži lehkotěžká váha do 71 kg                             |
| Bronz   | Jevgenij Feofanov | Box                  | Muži váha střední do 75 kg                                |
| Bronz   | Viktor Kapitonov Jevgenij Klevcov Jurij Melichov Alexej Petrov | Cyklistika           | Družstvo mužů časovka                                     |
| Bronz   | Rostislav Vargaškin | Cyklistika           | Muži 1000 m s pevným startem                              |
| Bronz   | Boris Vasiljev Vladimir Leonov | Cyklistika           | Muži 2000 m tandem                                        |
| Bronz   | Stanislav Moskvin Viktor Romanov Leonid Kolumbet Arnold Belgardt | Cyklistika           | Družstvo mužů stíhací závod                               |
| Bronz   | Ninel Krutovová | Skoky do vody        | Ženy věž 10 m                                             |
| Bronz   | Bruno Chabarov | Šerm                 | Muži kord                                                 |
| Bronz   | Valentin Černikov Guram Kostava Arnold Černuševič Bruno Chabarov Alexandr Pavlovskij | Šerm                 | Družstvo mužů kord                                        |
| Bronz   | Igor Achremčik Jurij Bačurov Valentin Morkovkin Anatolij Tarabrin | Veslování            | Muži čtyřka bez kormidelníka                              |
| Bronz   | Alexandr Zabelin | Sportovní střelba    | Muži 25 m rychlopalná pistole                             |
| Bronz   | Vasilij Borisov | Sportovní střelba    | Muži 300 m puška tři pozice                               |
| Bronz   | Sergej Kalinin | Sportovní střelba    | Muži trap                                                 |
| Bronz   | Savkuds Dzarasov | Zápas                | muži, volný styl nad 87 kg                                |
| Bronz   | Vladimir Rubašvili | Zápas                | muži, volný styl do 62 kg                                 |
| Bronz   | Anatolij Albul | Zápas                | muži, volný styl do 87 kg                                 |
| Bronz   | Konstantin Vyrupajev | Zápas                | muži, řecko-římský do 62 kg                               |
| Bronz   | Givi Kartozija | Zápas                | muži, řecko-římský do 87 kg                               |